# Крафт, Кой
Кой Крафт (англ. Coy Craft; род. 23 мая 1997 года, Абингдон, Виргиния, США) — американский футболист, атакующий полузащитник.

## Клубная карьера
Крафт — воспитанник клуба «Даллас». 1 августа 2014 года «Даллас» подписал Крафта как доморощенного игрока. 25 октября 2014 года в матче против «Портленд Тимберс» он дебютировал в MLS, заменив в конце второго тайма Бласа Переса. В начале 2016 года для получения игровой практики Кой на правах аренды перешёл в «Оклахома-Сити Энерджи». 10 апреля в матче против «Сент-Луиса» он дебютировал в USL. В этом же поединке Крафт забил свой первый гол за «Оклахому-Сити». По окончании сезона 2017 Крафт покинул «Даллас».
5 марта 2018 года Крафт присоединился к клубу Национальной премьер-лиги «Майами 2».
В августе 2018 года Крафт подписал контракт с клубом «Нючёпинг» из третьего дивизиона Швеции.

## Международная карьера
В 2017 году Крафт в составе молодёжной сборной США выиграл молодёжный чемпионат КОНКАКАФ в Коста-Рике. На турнире он сыграл в матчах против команд Панамы, Гаити, Сент-Китса и Невиса, Мексики, Сальвадора и Гондураса.

## Достижения
Клубные
 Даллас
- Победитель регулярного чемпионата MLS — 2016
- Обладатель Открытого кубка США — 2016

Международные
 США (до 20)
- Чемпионат КОНКАКАФ среди молодёжных команд — 2017